# Campionato del mediterraneo di scherma 2012
Il Campionato del mediterraneo di scherma del 2012 ("2012 Mediterranean Fencing Championships") è stato organizzato dalla Confederazione europea di scherma e si è svolto a Parenzo in Croazia dal 28 al 30 gennaio.
Nella categoria "juniores" del fioretto, si sono aggiudicati i titoli di campione e campionessa del mediterraneo il francese Erwann Auclin, che ha battuto in finale l'italiano Gianluca Martini, e l'italiana Camilla Rivano, che ha avuto la meglio sulla connazionale Mariapaola Paita. Nella categoria "cadetti" del fioretto hanno trionfato il francese Erwann Auclin, che ha sconfitto in finale il turco Bora Ismail Biren, e l'italiana Camilla Rivano, che ha battuto all'ultimo incontro la marocchina Youssra Zakarani..
Nella spada il neo-campione e la neo campionessa "juniores" sono stati il turco Okan Karadeniz, che ha battuto in finale il francese Joffrey Berry, e l'italiana Francesca Tauro, che ha superato la connazionale Nicole Abate. Nella categoria "cadetti" hanno vinto l'iberico Yulen-Alexander Pereira-Ramos, che ha battuto in finale l'italiano Davide Amodio Maisto, e l'italiana Isabella Signani, che ha sconfitto la francese Oceane Tahe..
Infine, nella competizione di sciabola della categoria "juniores", hanno trionfato il francese Tom Seitz, superando il bulgaro Pancho Paskov, e la francese Kenza Boudad, che ha sconfitto la connazionale Lea Melissa Moutoussamy. Nella sciabola "cadetti" hanno vinto il titolo mediterraneo, l'italiano Ciro Tomaselli, che ha sconfitto il connazionale Marco Valcarenghi, e la francese Lea Melissa Moutoussamy, che ha battuto la turca Tugce Simay Koc.

## Podi

### Juniores

#### Uomini
| Specialità  | Oro            | Argento          | Bronzo                           |
| Individuali |                |                  |                                  |
| Fioretto    | Erwann Auclin  | Gianluca Martini | Lorenzo Francella Sergio Lacasta |
| Spada       | Okan Karadeniz | Joffrey Berry    | Alexei Efrosinin Luka Gujinovic  |
| Sciabola    | Tom Seitz      | Pancho Paskov    | Diego Calvino Ciro Tomaselli     |

#### Donne
| Specialità  | Oro             | Argento                 | Bronzo                         |
| Individuali |                 |                         |                                |
| Fioretto    | Camilla Rivano  | Mariapaola Paita        | Irem Karamete Federica Lava    |
| Spada       | Francesca Tauro | Nicole Abate            | Isabella Signani Tončica Topić |
| Sciabola    | Kenza Boudad    | Lea Melissa Moutoussamy | Maria Elena Aresu Ilgin Sarban |

### Cadetti

#### Uomini
| Specialità  | Oro                           | Argento              | Bronzo                          |
| Individuali |                               |                      |                                 |
| Fioretto    | Erwann Auclin                 | Bora Ismail Biren    | Sergio Lacasta Gianluca Martini |
| Spada       | Yulen-Alexander Pereira-Ramos | Davide Amodio Maisto | Alexei Efrosinin Orkun Gokbulut |
| Sciabola    | Ciro Tomaselli                | Marco Valcarenghi    | Diego Calvino Enver Yildirim    |

#### Donne
| Specialità  | Oro                     | Argento          | Bronzo                              |
| Individuali |                         |                  |                                     |
| Fioretto    | Camilla Rivano          | Youssra Zakarani | Federica Lava Cansu Umay Vardar     |
| Spada       | Isabella Signani        | Oceane Tahe      | Flavia Perez Camara Francesca Tauro |
| Sciabola    | Lea Melissa Moutoussamy | Tugce Simay Koc  | Maria Elena Aresu Micol Elisa Azzi  |

## Medagliere
| Pos.   | Nazione  | Oro | Argento | Bronzo | Totale |
| ------ | -------- | --- | ------- | ------ | ------ |
| 1      | Italia   | 5   | 5       | 12     | 22     |
| 2      | Francia  | 5   | 3       | 0      | 8      |
| 3      | Turchia  | 1   | 2       | 5      | 8      |
| 4      | Spagna   | 1   | 0       | 5      | 6      |
| 5      | Bulgaria | 0   | 1       | 0      | 1      |
| 5      | Marocco  | 0   | 1       | 0      | 1      |
| 7      | Croazia  | 0   | 0       | 2      | 2      |
| Totale | Totale   | 12  | 12      | 24     | 48     |